# Crna Mlaka
Crna Mlaka – wieś w Chorwacji, w żupanii zagrzebskiej, w mieście Jastrebarsko. W 2011 roku liczyła 30 mieszkańców.